# Manuel Pasqual
 Manuel Pasqual  (* 13. März 1982 in San Donà di Piave) ist ein ehemaliger italienischer Fußballspieler. Der Abwehrspieler bestritt in elf Jahren bei der AC Florenz 356 Pflichtspiele und war vier Jahre lang Mannschaftskapitän der Viola.

## Karriere

### Im Verein
Pasqual begann seine Karriere bei FBC Derthona in der Serie D. Bei Derthona und eine weitere Spielzeit bei Pordenone Calcio wurde er jeweils auf Anhieb zum Stammspieler und empfahl sich für die Serie C1, wohin er zur Saison 2001/02 zum FBC Treviso wechselte. Hier kam er jedoch kaum zum Einsatz, weshalb er bereits nach einer halben Saison zur AC Arezzo wechselte. Hier kam er immer häufiger zum Einsatz, ehe er zum Stammspieler reifte. In der Saison 2003/04 stieg Arezzo zusammen mit Pasqual in die Serie B auf.
Zur Saison 2005/06 wechselte Pasqual zur AC Florenz in die Serie A, wo er sich auf Anhieb einen Stammplatz erspielte. Für die Fiorentina absolvierte Pasqual von 2005 bis 2016 in elf Spielzeiten über 300 Partien in der Serie A und wurde zeitweise zum Kapitän der Mannschaft. Mit dem Verein spielte er 2008/09 und 2009/10 in der Champions League, stand 2007/08 und 2014/15 im Halbfinale des UEFA-Pokals bzw. der Europa League und 2013/14 im Finale der Coppa Italia.
Sein 2016 auslaufender Vertrag wurde nicht verlängert und er schloss sich dem FC Empoli an. Mit Empoli stieg Pasqual in der Spielzeit 2016/17 in die Serie B ab. Es folgte jedoch der direkte Wiederaufstieg in der Saison 2017/18. Am Ende der Spielzeit 2018/19 stand jedoch der erneute Abstieg fest. Pasquals auslaufender Vertrag wurde nicht verlängert, sodass er zunächst vereinslos war. Im Januar 2020 gab er nach mehreren Monaten Vereinslosigkeit sein Karriereende bekannt.

### In der Nationalmannschaft
Pasuqal wurde im Februar 2006 von Marcello Lippi erstmals für die Italienische Nationalmannschaft nominiert und kam am 1. März im Freundschaftsspiel gegen Deutschland zu seinem Länderspieldebüt. In den Kader für die WM 2006 schaffte er es nicht, wurde aber von Lippis Nachfolger Roberto Donadoni im November 2006 erneut nominiert und kam gegen die Türkei zu seinem zweiten Länderspiel.
Nachdem Donadoni Pasqual jedoch nicht weiter berücksichtigte, ebenso wie Lippi während seiner zweiten Amtszeit als Nationaltrainer Italiens, wurde er von Cesare Prandelli, drei Jahre nach dessen Amtsantritt, wieder für die Squadra Azzurra nominiert. Ab September 2013 gehörte Pasqual regelmäßig zum Aufgebot Italiens, doch auch an der WM 2014 nahm er nicht teil. Den letzten seiner elf Länderspieleinsätze absolvierte er am 3. September 2015 in der Partie gegen Malta.

## Erfolge
- Italienischer Drittligameister: 2003/04
- Italienischer Zweitligameister: 2017/18